# Üselitz
Üselitz ist ein Ortsteil der Gemeinde Poseritz im Landkreis Vorpommern-Rügen in Mecklenburg-Vorpommern.

## Geografie und Verkehrsanbindung
Üselitz liegt im Süden der Insel Rügen südöstlich des Kernortes Poseritz. Die Landesstraße L 29 verläuft nördlich und die L 30 östlich.

## Söhne und Töchter
- Friedrich von Langen (1860–1935), Jurist, Rittergutsbesitzer, Politiker und Mitglied des Deutschen Reichstags